# 国家分裂
政治上的國家分裂是指一團人民退出舊有政治實體，並成立新政體。此一情況往往因地方離心離德或強權國家壓力而促使該地區獨立。政治分裂是相反於「政治統一」。

## 分裂形式
- 中央政權非和平的政黨輪替，新舊執政勢力以武力對抗，終使一方更改國號，導致国家分裂。（如中华人民共和国与中华民国（台湾地区））
- 冷战时期的资本主义与社会主义的意识形态冲突导致国家分裂（例如前者的例子以及东德与西德、南越与北越和北朝鲜与南韩）
- 地方政權或地方軍隊脫離中央政權控制。（軍事政變）
- 種族或宗教之間的不協調，導致的武力對峙，甚至武裝衝突。其中可能包含不被承认及非法組織和恐怖主義。
- 聯邦制國家的省級或市級政府要求脫離中央政府。邦聯解散。
- 社會形態轉制所引發的矛盾，導致各省市（州份或联邦主体）獨立自治，最終各自獨立。
- 外国的军事侵略強行剝離。
- 外国势力的影响，导致政局不稳，使部分地区从国际上独立。
- 外国介入地區戰爭，導致分裂的國家和政權，在冷戰時多次出現，導致部分國家至今仍然分裂。

## 分裂的例子

### 遠古至18世紀
- 古埃及古王國時期後期（埃及第七王朝）地方領袖紛紛脫離中央政府（約前2180年）
- 以色列王國分裂成北國以色列與南國猶大王國（前930年代）
- 中國古代的春秋時期的楚國自立為王，與周室分庭抗禮（前710年代）
- 中國古代的戰國時期的韩、赵、魏（三晉）取代晉國，史稱「三家分晉」（前400年代）
- 中國古代的秦朝滅亡後楚漢相爭及南越国（前206年－前111年）
- 中國古代的新朝滅亡後群雄並立（20年－36年）
- 南北匈奴分立（40年代）
- 中國古代的九真、日南郡脫離東漢建立占城
- 中國古代的東漢末年群雄割據與三國時代的曹魏、蜀漢、東吳三国鼎立（180年代至280年代）
- 歐洲古代的羅馬帝國分成東羅馬帝國（拜占庭帝國）與西羅馬帝國（280年代）（严格意义上说此时的罗马帝国并未分裂，而是形成了“四帝共治”制度）
- 中國古代的晉朝的五胡十六國（310年代至430年代）
- 中國古代的北朝，北魏分裂成東魏與西魏（530年代）
- 中國古代的南朝的陳朝與西梁（550年代）
- 中国古代的五代十国（897年代-979年代）
- 法蘭克王國按《凡爾登條約》被瓜分為東法蘭克王國、西法蘭克王國及中法蘭克王國（840年代）
- 朝鮮古代，後百濟和後高句麗從統一新羅分裂出去，朝鮮半島進入後三國時代（890年代至900年代）
- 中國古代的唐朝後期至五代十國時期藩鎮獨立及安南的丁朝（850年代至980年年代）
- 亞洲古代的大蒙古國與四大汗國
- 卡爾馬聯合解体（1520年代）
- 越南古代的莫朝與後黎朝及後黎朝的鄭阮紛爭（1533年－1592年）及（1627年－1673年）
- 瀾滄王國分裂為占巴塞王國、琅勃拉邦王國、萬象王國三個小國（1690年代）

### 19世紀
- 烏拉圭脫離巴西帝國的統治獨立（1820年代）
- 荷蘭、比利時與盧森堡（1830年代）
- 大哥倫比亞共和國解體（1830年代）
- 德克薩斯共和國自墨西哥獨立出來（1830年代）
- 中國近代的清朝與太平天國（1850年代）
- 美國南方七州脫離聯邦，成立美利堅邦聯（1860年代）

### 20世紀
- 瑞典-挪威聯合解體（1900年代）
- 西烏克蘭人民共和國脫離奧匈帝國（1910年代）
- 漢志王國獨立（1910年代）
- 奧匈帝國的解體（1910年代至1920年代）
- 奧斯曼帝國的分裂（1910年代至1920年代）
- 愛爾蘭自由邦退出大不列顛及愛爾蘭聯合王國（1920年代）
- 外蒙古被苏联分裂从中華民國独立（1920年代）
- 義大利北部的義大利社會共和國與南部的義大利王國（1940年代）
- 巴以衝突導致的以色列國和巴勒斯坦國脫離英屬巴勒斯坦託管地分治（1940年代）
- 印巴分治導致分裂獨立的印度、巴基斯坦及孟加拉國（1940年代及1970年代）
- 朝鮮半島南北分治為大韓民國（南韓）與朝鮮民主主義人民共和國（北韓）（1940年代）
- 东德與西德（1940年代）
- 越南分裂為南越與北越（1954-1976）
- 國共內戰後兩岸分治為中華民國及中华人民共和国(1949年)
- 馬里聯邦解體（1960年代）
- 加丹加國與剛果（1960年）[1]
- 阿拉伯聯合共和國解散（1960年代）
- 馬來西亞與新加坡（1960年代）
- 賽普勒斯與北賽普勒斯（1970年代）（未得到廣泛承認，因塞浦路斯問題分裂）
- 巴布亞新畿內亞脫離澳洲獨立（1970年代）
- 納米比亞從南非獨立（1990年代）
- 索馬利蘭從索馬里獨立（1990年代）
- 苏联解体（1990年代）
- 塞內岡比亞解散（1990年代）
- 喬治亞與南奧塞提亞（1990年代）（未得到廣泛承認）
- 德涅斯特河沿岸從摩爾多瓦（1990年代）（未獲普遍承認）
- 捷克斯洛伐克解體（1990年代）
- 南斯拉夫解體（1990年代至2000年代）
  - 塞爾維亞克拉伊納自治區脫離克羅埃西亞獨立（塞爾維亞克拉伊納共和國）
  - 塞爾維亞與蒙特內哥羅（2006年）

### 21世紀
- 印度尼西亞共和國與東帝汶民主共和國（2002年）
- 塞爾維亞和黑山解體，黑山獨立（2006年）
- 塞爾維亞共和國與科索沃共和國（2008年）
- 蘇丹共和國與南蘇丹共和國（2011年）
- 馬里共和國與阿扎瓦德 （2012年，隨著馬里北部衝突結束其分裂而恢復統一）
- 烏克蘭与克里米亚共和國（2014年）
- 烏克蘭與顿涅茨克人民共和国（2014年）
- 烏克蘭與卢甘斯克人民共和国（2014年）
- 西班牙王国與加泰罗尼亚共和国（2017年）

## 目前的分裂勢力或思想

### 馬來西亞
- 東馬來西亞獨立運動（1946年砂拉越反讓渡運動後，1990年以前曾暴力謀求獨立。21世紀起公投謀求獨立。）
  - 十三太保 (砂拉越反讓渡組織)（英语：Rukun 13）（1946年-1949年）
  - 北加裡曼丹共產黨（1962年-1990年）
  - 民志黨（-至今）

### 英國
- 蘇格蘭獨立運動
  - 蘇格蘭民族黨
- 威爾斯獨立運動
  - 威爾斯黨
- 英格蘭獨立運動
- 康沃爾郡分離主義
- 新芬黨（謀求北愛爾蘭與愛爾蘭共和國統一）（曾经武裝谋求脫英独立）
- 北英格兰独立运动

### 西班牙
- 加泰隆尼亞獨立運動
- 巴斯克地區分離主義
- 納瓦拉民族主義
- 休达和梅利利亚

### 義大利
- 威尼斯獨立運動
- 西西里岛独立运动

### 德國
- 巴伐利亞
  - 拜仁黨

### 法國
- 科西嘉民族解放陣線

### 比利時
- 荷語文化區獨立思想[2][3][4][5][6]
  - 新佛蘭芒人聯盟

### 科索沃
- 科索沃解放軍（2000年解散）

### 俄罗斯
- 车臣独立运动（暴力谋求独立）
- 图瓦独立运动
- 鞑靼斯坦独立运动
- 马里埃尔独立运动
- 薩哈共和國獨立運動
- 布里亞特共和國獨立運動

### 加拿大
- 魁北克獨立運動
  - 魁北克解放陣線
  - 魁人政團

### 美國
- 德克薩斯獨立運動
- 波多黎各獨立黨
- 夏威夷獨立運動
- 加利福尼亞州獨立運動
- 阿拉斯加獨立黨

### 加拿大、美國
- 卡斯卡迪亞獨立運動
  - 卡斯卡迪亞國家黨（英语：Cascadian National Party）

### 中華民國
- 台灣獨立運動

### 中華人民共和國
- 兩岸統一問題
- 西藏獨立運動
- 新疆獨立運動
- 香港獨立運動

### 日本
- 琉球独立运动
- 与那国岛独立运动
- 北海道獨立運動

### 菲律賓
- 阿布沙耶夫（暴力谋求独立）
- 摩洛民族解放陣線（暴力谋求独立）
- 摩洛伊斯蘭解放陣線（暴力谋求独立）

### 印度
- 印度分離主義運動
  - 阿薩姆聯合解放陣線
  - 波多民族民主陣線
  - 波多解放猛虎力量
  - 廓爾喀民族解放陣線
  - 特里普拉民族解放陣線

### 印度尼西亚
- 自由亞齊運動（曾经暴力谋求独立）
- 自由巴布亞運動

### 斯里蘭卡
- 泰米爾伊拉姆猛虎解放組織（曾经暴力谋求独立）

### 坦桑尼亞
- 桑給巴爾獨立思想

### 缅甸
- 克钦独立军（暴力谋求独立）

### 伊拉克
- 庫爾德斯坦独立运动